# Кубок Східного Тимору з футболу
Кубок Східного Тимору з футболу (Taça 12 de Novembro) — футбольний клубний турнір у Східному Тиморі, який проводиться під егідою Федерації футболу Східного Тимору. Переможець змагання бере участь у Суперкубку Східного Тимору.

## Історія
Турнір виник у 2013 році. Першим переможцем став Ділі Лешті.

## Формат
У турнірі беруть участь команди з Першого дивізіону Футбольної ліги Східного Тимору із Сегунди Східного Тимору та Терсери Східного Тимору. Розіграш кубка проводиться за системою плей-оф. Переможець пари визначається за підсумками одного матчу, який проводиться на полі команди, що визначається жеребкуванням. Фінали, півфінали та чвертьфінали проходять на Національному стадіоні.

## Фінали
| Сезон   | Переможець               | Рахунок                  | Фіналіст                 |
| ------- | ------------------------ | ------------------------ | ------------------------ |
| 2013    | Ділі Лешті               |                          | Мануфахі                 |
| 2014    | немає даних про змагання | немає даних про змагання | немає даних про змагання |
| 2015    | Айтана                   | 3-2                      | ДІТ                      |
| 2016    | Понта Лешті              | 1-0                      | Ассалам                  |
| 2017    | Атлетіку (Ультрамар)     | 7-4                      | Боавішта Ділі            |
| 2018    | Атлетіку (Ультрамар)     | 3-2                      | Ассалам                  |
| 2019    | Лаленок Юнайтед          | 3-2                      | Бенфіка Лаулара          |
| 2020    | Лаленок Юнайтед          | 1-1 пен. 4-1             | Бенфіка Лаулара          |
| 2021-24 | змагання не проводились  | змагання не проводились  | змагання не проводились  |

## Титули за клубами
| Команда              | Перемоги       |
| -------------------- | -------------- |
| Лаленок Юнайтед      | 2 (2019, 2020) |
| Атлетіку (Ультрамар) | 2 (2017, 2018) |
| Ділі Лешті           | 1 (2013)       |
| Айтана               | 1 (2015)       |
| Понта Лешті          | 1 (2016)       |